# Коннолли, Кив
Кив Конноли (англ. Kiev Connolly, ирл. Caomh Ó Conghalaigh) —  ирландский продюсер, звукорежиссёр и певец, представитель Ирландии на конкурсе песни Евровидение 1989.
Коннолли родился в Корке. Петь и сочинять музыку начал ещё в школьном возрасте. В 1978 году он переехал в Германию, где выступал в местных пабах с традиционной ирландской музыкой. В 1981 году выпустил дебютный сингл; в том же году стал сессионным музыкантом и клавишником в одной из звукозаписывающих студий Берлина. В 1985 Кив решил ощутить себя в роли продюсера, собрав собственную группу The Missing Passengers. Его коллектив подписал контракт с немецким лейблом «Ariola/RCA Germany». В дальнейшем Кив Конноли часто гастролировал по Европе, выступая на телевидении с некоторыми известными музыкальными деятелями того времени. В 1987 вернулся в Ирландию.
В 1989 году исполнитель выиграл национальный ирландский отбор на предстоящий конкурс песни Евровидение. На музыкальном фестивале он выступил под третьим номером вместе с организованной им группой, исполнив песню «The real me» Песня была оценена 21 баллом и финишировала восемнадцатой.
В настоящий момент Конноли работает звукорежиссёром и периодически сотрудничает с молодыми ирландскими исполнителями.